# 皇后山軍營

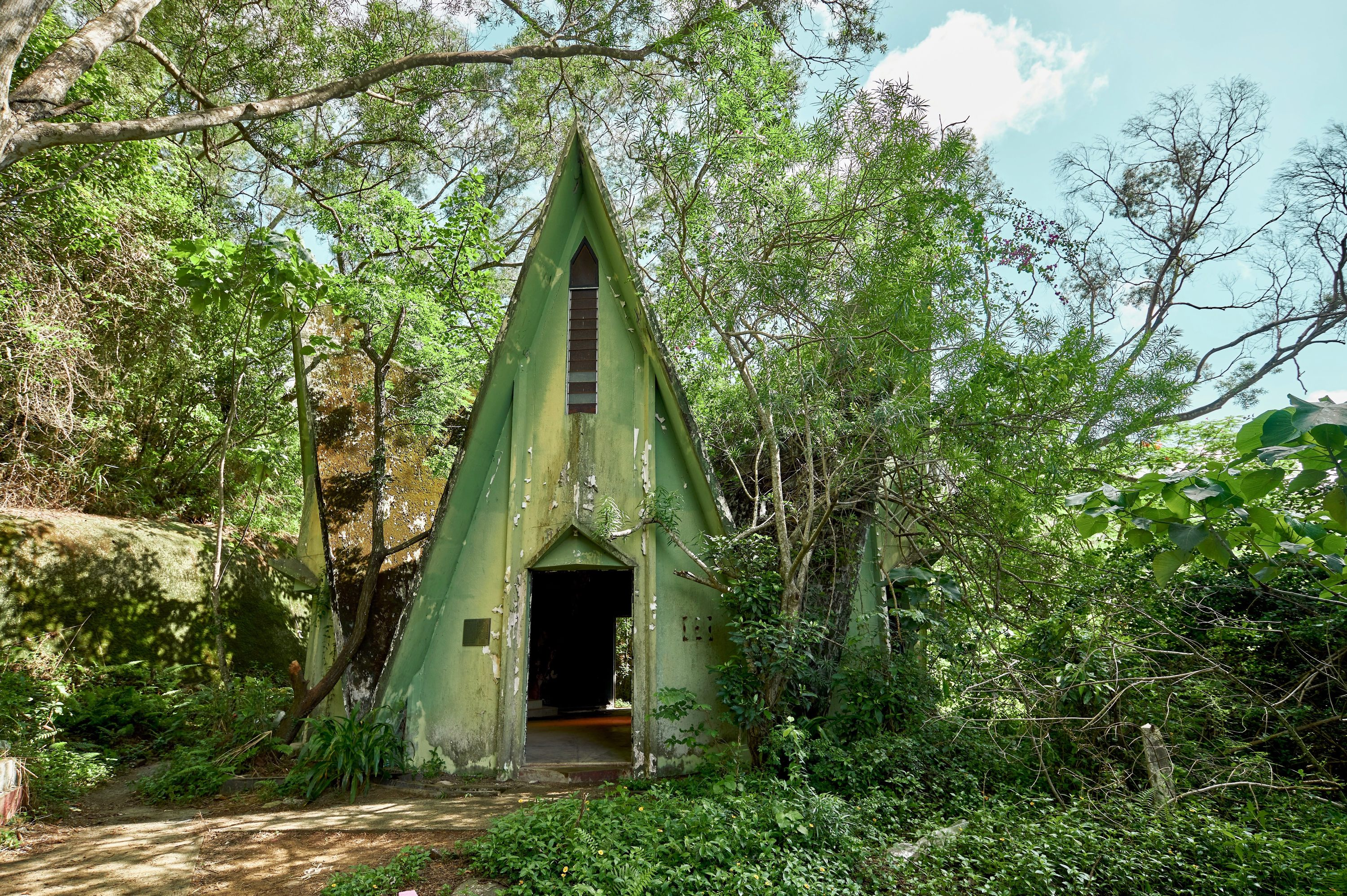
皇后山軍營

皇后山軍營（英語：或）位於香港新界北區粉嶺軍地沙頭角公路以南，佔地25.4公頃（約273.4萬平方呎），約相等於維多利亞公園，面積廣闊。在重建為公營房屋前，軍營內有約20座有煙囪的綠色平房，亦有辦公室、宿舍、戲院、加油站、操場、籃球場及草地等，四周亦種滿了花草樹木。

## 歷史
皇后山軍營本為駐港英軍營房，後來因香港主權移交將至，原來的陸軍啹喀兵規模自1991年起逐步裁減。因此，軍營遂於1992年10月撥予皇家香港警務處使用，並於1994年交還香港政府。皇家香港警務處將部分原有建築物更改興建，作為辦公用途及提供設施予多個警察單位使用，其中包括警犬隊及警察搜查隊，而部分營舍則改為警察宿舍。2001年，警犬隊及搜查隊遷出，另軍營內警察宿舍住戶，亦獲安排遷往同期落成的九龍順利紀律部隊宿舍。自此皇后山軍營除了被作為一些非固定及慣常警察訓練用途（例如被警察駕駛及交通訓練科作為警察車輛車長訓練及演習等）以外，基本上是丟空至拆卸為止，或暫時用作軍營內兩個公營房屋工程的臨時寫字樓。此外，皇后山軍營亦為香港電影、電視劇及音樂影片的外景拍攝勝地，曾經被《有隻殭屍暗戀你》、《學警出更》、《人間喜劇》及香港歌手官恩娜的《殘念》音樂影片等取景。

## 發展歷程
皇后山軍營於2008年被納入香港政府勾地表中，是歷來勾地表中面積最大的土地，土地被規劃為綜合發展區，作為低密度住宅發展，可以興建數百間洋房，業內相信項目將會可以成為區內新型洋房群。然而，香港政府於2010年2月宣佈計劃於皇后山軍營興建一所設有宿舍的私立專上院校，並且將其從勾地表中剔除。2011年，教育局接收到9份意向書，當中包括耶穌會及蘇格蘭阿伯丁大學等，表示有意申請於該處興建私立大學，惟政府一直未有批出。皇后山軍營的佔地面積廣闊，惟只得一條龍馬路通往，如果加上平整地盤及更改興建工程等，粗略估計涉及達10億港元。政府估計申請於此處辦理教學的團體未必願意動用此筆大額資金。加上香港社會急於尋找地皮作為住宅用途，政府內部曾經討論，假如皇后山軍營最終不作為辦理教學用途，可能考慮作為住宅用途。
2015年，政府向城市規劃委員會提交分區規劃大綱圖修訂，建議把前皇后山軍營部分土地改劃為「住宅（甲類）」，預計可興建約12,000個公營房屋單位，另建議在東面的一塊土地改劃為「住宅（乙類）」，預計可興建約1,900個私人住宅單位。由此，已確定該地將改作住宅。
2016年8月尾，該地盤的公營房屋部分（其中6幢為居屋）已開展地基工程。此項目由房屋署總建築師（4）及王歐陽（香港）有限公司設計。
公屋部分樓宇已被命名為「皇后山邨」，並分2期完工（一期五幢，二期兩幢），合共有6300伙，預計2021-22年完工；而居屋部分亦已命名為「山麗苑」，提供3,222個單位，於「居屋2020」發售，2021年完工。
及後，政府於2020年初將軍營內原訂劃作私人住宅、位於山麗苑以北的土地改為公營房屋土地，但未說明是用作公屋或居屋。
2021年8月30日，該地盤內的龍峻路及龍馬路延伸段正式啟用。其後，毗鄰皇后山邨的兩間小學（救世軍中原慈善基金皇后山學校及東華三院曾憲備小學）亦於9月內正式啟用。

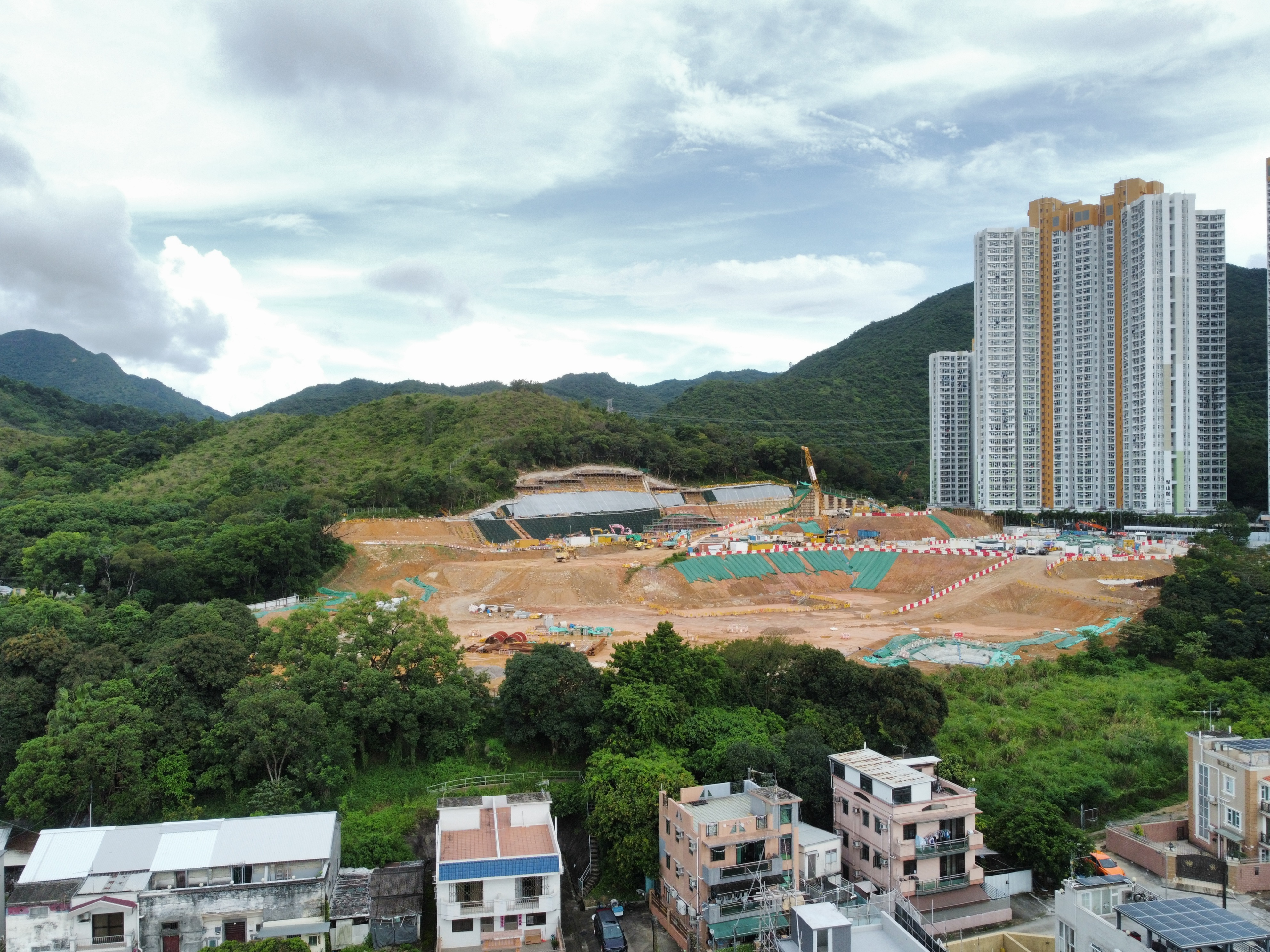
皇后山擴展用地居屋

2021年10月，政府決定在山麗苑以北的皇后山軍營用地，另外興建六幢樓高47層的公營房屋，提供約4,000個單位，預計2030/31財政年度完工。及後，房委會確定將於該用地興建五幢41-44層高居屋，提供4389伙，預計2024年4月就設計、地基連上蓋工程招標，預計工期為68個月。
2021年11月30日及12月22日，山麗苑及皇后山邨部分樓宇開始入伙。
2025年5月13日，皇后山擴展用地居屋工程合約批出，按68個月工期計算，預計2031年1月竣工。

## 外部連結
- 皇后山招標開兩「辣招」 （页面存档备份，存于） 《星島日報》 2013年1月4日
- 辦學團體須負責基建 設全新課程 皇后山招標開兩「辣招」 （页面存档备份，存于） 《星島日報》 2013年1月4日
- 前皇后山軍營用地發展計劃位置圖： （页面存档备份，存于）（第8頁，2014年）